# Андуз
Андуз (рос. Андуз) — село Ахвахського району, Дагестану Росії. Входить до складу муніципального утворення Сільрада Анчикська.
Населення — 156 (2010).

## Населення
За даними перепису населення 2002 року в селі мешкало 235 осіб. У тому числі 111 (47,23 %) чоловіків та 124 (52,77 %) жінки.
Переважна більшість мешканців — аварці (100 % від усіх мешканців).